# 巴克艾鎮區 (堪薩斯州渥太華縣)
巴克艾鎮區（英語：Buckeye Township）為美國堪薩斯州渥太華縣轄下的鎮區。2010年美国人口普查中此鎮區人口有112人。

## 地理
巴克艾鎮區涵蓋總面積為77.9平方（30.08平方英里），其中陸地面積為77.8平方（30.03平方英里），水域面積為0.13平方（0.05平方英里）或0.17%。

## 人口統計
根據2010年美國人口普查，巴克艾鎮區人口有112人，其中男性有54人，女性有58人，人口密度為每平方公里1.44人，住房計50戶。鎮區內的白人有107人，非裔美國人有2人，美洲原住民有0人，亞裔美國人有1人，太平洋島裔美國人有0人，其他種族有0人，混血種族則有2人。此外鎮區內有0人為西班牙裔或拉丁裔美國人。此鎮區之年齡中位數為43.0歲，而男性年齡中位數為41.5歲，女性年齡中位數為43.5歲。

## 交通

### 主要公路
- 18號堪薩斯州州道